# Lindesbergs fögderi
Lindesbergs fögderi avsåg den lokala skattemyndighetens verksamhetsområde i delar av nuvarande Lindesbergs samt i Hällefors, Ljusnarsbergs, Degerfors och Nora kommuner mellan åren 1967 och 1991. Efter detta år omorganiserades skatteväsendet och fögderierna ersattes av en skattemyndighet för varje län – i detta fall den för Örebro län. År 2004 gick verksamheten upp i det nybildade Skatteverket.
Lindesbergs fögderi föregicks av flera mindre fögderier, vilka delvis senare hamnade under Örebro och Karlskoga fögderier. 
- Östernärke fögderi (1779–1917)
- Nora och Linde fögderi (1779–1856)
  - Nora fögderi (1857–1966)
  - Linde fögderi (1857–1966)